# Macrosteles artemisiae
Macrosteles artemisiae är en insektsart som beskrevs av Matsumura 1914. Macrosteles artemisiae ingår i släktet Macrosteles och familjen dvärgstritar. Inga underarter finns listade i Catalogue of Life.